# Одровонж (герб)
Одровонж або Одроваж (пол. Odrowąż) — родовий герб, яким користувалися понад 360 родів Польщі, Білорусі, України, Литви; зокрема: Одровонжі, Августіновичі, Буркацькі (Burkacki), Биліни (Bylina), Висагерди, Галки (Gałka), Гедміни (Gedmin, Giedmin), Івановські (Iwanowski),  Капусти, Хребтовичі, Хребтовичі-Богуринські, Міни, Шидловєцькі та інші.
У Польщі відомий з початку 14 століття, у Великому князівстві Литовському, Руському та Жемантійському — після Городельськой унії 1413 року.
Відповідно до Городельської унії кастелян Як (Jan ze Szczekocin) передавав литовсько-руському боярину Вишегерду (Wyszegerd) право користуватись гербом Огончик.
Пізніше, інші українські шляхетські роди також отримали право на цей герб.

## Опис
На червоному полі зображена срібна стріла наконечником вгору, що вилітає з лука з відірваною тятивою (у деяких гербах вона вилітає з підкови). Клейнод — на верху павиче пір'я, на їх фоні зображена така ж стріла убік.

## Галерея

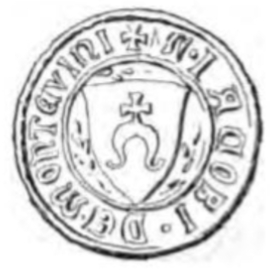
зображення 1312 р.
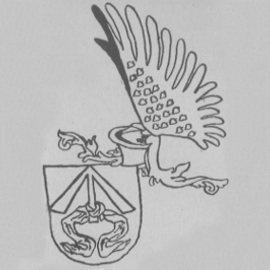
зображення 1412 р.
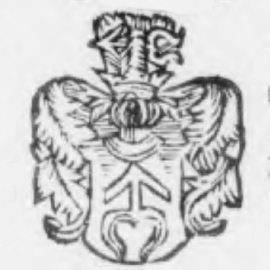
зображення 1630 р.
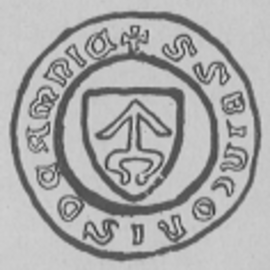
Pieczęć Zbyszka d. Camnia
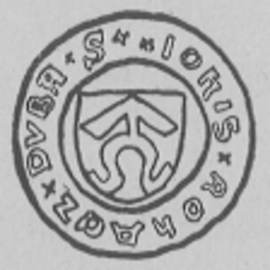
Pieczęci Jana Rohacza z Duby